# 이신미
이신미(李信美, 1983년 5월 15일 ~ )는 대한민국의 펜싱 선수로 주 종목은 사브르이다.
2002년 아시안 게임에서 그녀는 여자 사브르 개인전의 결승전에서 같은 국적의 이규영을 꺾고 아시안게임의 여자 사브르 초대 챔피언이 되었다. 당시 언론은 그녀의 우승을 '기적'이라고 표현했는데, 당시 대한민국의 여자 사브르는 등록선수의 수가 18명에 불과했고, 이에 반해 중국은 무려 7천 여명이 넘는 선수가 등록되었기 때문이다. 이러한 조건에도 불구하고, 그녀는 아시아 최강자였던 중국의 탄쉐 선수를 준결승전에서 11-15의 승리를 거두었다.
그녀는 2004년 하계 올림픽과 2008년 하계 올림픽에 참가하기도 했다.

## 학력
- 연일초등학교
- 용흥중학교
- 경북체육고등학교